# Scheria
Scheria (altgriechisch Σχερία Schería oder Σχερίη Scheríē) ist in der griechischen Mythologie die Heimat der Phaiaken. In Homers Odyssee ist Scheria die letzte Station der Irrfahrten des Odysseus. Dort erzählt Odysseus seine Erlebnisse den Phaiaken, die ihn schließlich auf einem ihrer Schiffe von Scheria heim nach Ithaka bringen.

## Odysseus in Scheria
Nachdem Odysseus mit einem Floß die Insel der Kalypso verlassen hat und bei günstigen Westwinden und 18 Tagen Fahrt auf dem Meer Scheria schon nahe ist, erleidet er durch einen von Poseidon gesendeten Sturm Schiffbruch. Wegen des hohen Seegangs und der felsigen Küste von Scheria gelangt Odysseus nur mit großer Mühe und mit Hilfe der Meeresgöttin Ino Leukothea an einer Flussmündung an Land. Am nächsten Morgen begibt sich Nausikaa, die Tochter des Phaiakenkönigs Alkinoos, mit ihren Dienerinnen zu einem Waschplatz am Fluss unweit des Strands. Nachdem sie Wäsche gewaschen haben, beginnen sie ein Ballspiel. Als der Ball weit weg fliegt, wird Odysseus durch das Kreischen der Mädchen geweckt. Während sich die Dienerinnen vor dem nackten Fremden ängstigen und zurückweichen, redet Nausikaa mit ihm und lässt sich von ihm überzeugen, dass er keine bösen Absichten hat. Sie gibt Odysseus Essen und Kleidung und weist ihm den Weg zum Palast ihrer Eltern. Odysseus begibt sich, nachdem er die Stadt erreicht hat, von Athene ermutigt und in der Stadt durch einen Nebel geschützt, zum Palast, von dessen Pracht er sehr beeindruckt ist. Ihm gelingt es, die Gunst des Alkinoos und dessen Frau Arete zu gewinnen, so dass diese den Fremden freundlich aufnehmen und auch die übrigen Phaiaken überzeugen, sich gastfreundlich gegenüber Odysseus zu verhalten. Alkinoos verspricht, den griechischen Helden auf einem der schnellen phaiakischen Schiffe in dessen Heimat zu bringen. Zu Ehren des Gastes werden Feste gefeiert und Spiele veranstaltet, bei denen Odysseus, gereizt durch die Verdächtigung des phaiakischen Athleten Eurylaos, er sei ein seefahrender Händler und Krämer, dem Wettspiele fremd seien, sein Können im Diskuswurf unter Beweis stellt.
Da Odysseus offensichtlich einen tiefen Schmerz in sich trägt, aufgrund seines Auftretens und seines Körpers für einen bedeutenden Helden gehalten wird und Alkinoos mehrmals bemerkt, dass Odysseus bei Gesängen des blinden Sängers Demodokos über die Kämpfe vor Troja seine Tränen nicht zurückhalten kann, drängen die Phaiaken ihn dazu, seine ganze Identität preiszugeben. Daraufhin nennt Odysseus seinen Namen, seine Heimat und berichtet ausführlich von seinen Erlebnissen nach der Zerstörung Trojas (Odyssee 9. bis 12. Gesang). Schließlich wird Odysseus, von Alkinoos und den zwölf anderen Königen Scherias reich beschenkt, nach Ithaka gebracht, wo sie ihn schlafend absetzen. Im Hauptsaal befand sich unter anderem der kostbare Thron den Alkinoos und ein eherner Dreifuß, an dem geopfert wurde. Im Hof des Palastes befand sich ein großer Garten, an dem ganzjährig die unterschiedlichsten Früchte gediehen: Äpfel, aber auch Feigen und Weinreben. In dem Garten entsprangen zwei Quellen – eine war für den Palast, die andere für die übrigen Phaiaken bestimmt.
Poseidon, der sich während dieser Geschehnisse bei den Aithiopern aufhielt, bemerkte Odysseus Heimkehr erst, als das Schiff der Phaiaken auf der Rückfahrt war. Dicht vor der Küste Scherias verwandelte er es in einen Fels und verankerte es am Meeresboden. Damit erfüllte sich teilweise eine alte Prophezeiung: Weil sie jeden Fremden in dessen Heimat brächten, werde eines Tages ein phaiakisches Schiff zu Stein werden. Von der Verwirklichung des anderen Teils der Prophezeiung, die Hauptstadt werde ringsum von einem hohen Gebirge eingeschlossen, wurde Poseidon durch Zeus abgehalten.

## Angaben Homers zu Scheria
Scheria soll von Ithaka weit entfernt gelegen sein, am Ende der Welt, viel umflutet (πολύκλυστος polýklystos) vom Meer. Die letzte Angabe legt zwar nahe, dass es sich um eine Insel handelt, als solche wird Scheria bei Homer allerdings an keiner Stelle explizit bezeichnet – im Gegensatz zu den Inseln der Kirke, der Kalypso und anderen, für die Homer den Ausdruck νῆσος nḗsos verwendet. Die Küste ist felsig und hat von See aus betrachtet die Form eines Schildes. Homer beschreibt Scheria an mehreren Stellen als sehr fruchtbar, was er mit dem milden Westwind begründet, der dort vorherrscht. An der Stelle, an der Odysseus an Land geht, mündet ein Fluss ins Meer. Zwischen dieser Stelle und der Hauptstadt befand sich ein heiliger Hain der Athene, bestehend aus Pappeln, umgeben von Wiesen. Hier macht Odysseus auf dem Weg zum Palast halt und betet zu Athene.
Die Hauptstadt ist von hohen Mauern umgeben. In ihrer Nähe liegen zwei Häfen, von denen schmale Zugänge in die Stadt führen. In der Nähe der Häfen befindet sich ein Heiligtum für Poseidon, mit Findlingsblöcken gepflastert und ein Marktplatz, auf dem auch Versammlungen, Spiele und Tänze abgehalten werden. Der Palast befand sich in der Stadt, zwischen den Häusern der anderen Phaiaken, deren hohe Mauern (fachwerkbauartig?) mit Pfählen gefügt waren.
Der Palast war leicht von den übrigen Häusern zu unterscheiden, zumindest aufgrund seiner Größe und Pracht. Die Fassaden waren mit Erz verkleidet, die umlaufenden Simse emailliert. Die Zugangstüren waren aus Gold, deren Sockel aus Eisen, die Türpfosten und der Türsturz aus Silber und der Türring aus Gold; goldene und silberne Hunde flankierten die Türen. Eine lange Halle, die zum Hauptraum des Palastes führte, wurde durch Fackeln erleuchtet, die an insgesamt 50 goldenen Jünglingsstatuen angebracht waren.
Scheria wurde von 12 Fürsten beherrscht, die in ihren Gebieten königliche Macht hatten. Ihnen stand Alkinoos offenbar vor. Eine Versammlung der 12 Fürsten und von Homer als Berater bezeichneten Amtsträgern, auf der beschlossen wurde, Odysseus heimzubringen, fand auf dem Markt in der Nähe der Häfen statt. Die Einwohner waren berühmt für ihre Schiffe, deren Schnelligkeit Homer mehrmals betont. Sie kamen ohne Steuerruder aus, da sie sich von den Gedanken der Besatzung lenken ließen und auch bei Nebel sicher ihr Ziel fanden. Als der weitest entfernte Ort, den die Phaiaken anfuhren, wird Euböa genannt, wohin sie einmal Rhadamanthys brachten. Aufgrund seiner exponierten Lage wurde Scheria noch nie von Feinden angegriffen, wie wir von Nausikaa erfahren, als sie am Strand ihre Mägde beruhigt, dass sie sich vor dem schiffbrüchigen Fremden nicht fürchten müssen:
Mädchen, so bleibt doch stehn! Was rennt ihr, weil ihr den Mann seht?

Glaubt ihr vielleicht, es sei gar einer von feindlichen Männern?

Noch ward nicht geboren der Mann und möge auch niemals leben,

Welcher hierher ins Land der phäakischen Männer kommt

Und Feindschaft bringt; denn sehr lieb sind wir den Göttern.

Fernab wohnen wir hier, umringt vom rauschenden Meere,

Ganz am Ende, und keiner der anderen Menschen besucht uns.

## Interpretation und Lokalisierungshypothesen
Nach Meinung vieler Altphilologen und Althistoriker stellt der Aufenthalt des Odysseus auf Scheria eine Art Übergang von der Märchenwelt, in der die vorherigen Abenteuer seiner Irrfahrt spielen, in die "reale" Welt (Ankunft in Ithaka) dar. Scheria und die Phaiaken weisen dabei sowohl mythische als auch „reale“ Züge auf und stehen nach Karl Reinhardt zwischen „Märchenwunderwelt und gegenwärtiger gesteigerter Geschichtlichkeit“. Um der Märchenwelt endgültig zu entfliehen und von den Phaiaken heimgebracht zu werden, muss er auf Scheria kämpfen: Zunächst gilt es, Nausikaa von seinen friedlichen Absichten zu überzeugen, anschließend die Gunst des Königspaars Alkinoos und Arete zu gewinnen. Auch die übrigen Phaiaken, von denen Homer schreibt, dass sie Fremden gegenüber reserviert sind und sie nicht gern bewirten, muss er überzeugen. Schließlich stellt das wachsende Begehren Nausikaas, Odysseus zu ehelichen, eine Versuchung dar, auf Scheria zu bleiben; zumal auch Alkinoos den Fremden gerne als Schwiegersohn annehmen würde. Odysseus widersteht jedoch der Verlockung eines – zumindest materiell – sorgenfreien Lebens im Phaiakenland mit Aussicht auf Herrschaft und kann Alkinoos überzeugen, dass sein Schmerz, schon viele Jahre fernab der Heimat zu sein, sehr groß ist. Der Reichtum Scherias, insbesondere Aussehen und Prächtigkeit des Palastes, erinnern an vorderasiatische Paläste und könnten eventuell ein reales Vorbild haben.
Obwohl fraglich ist, ob sich die Angaben Homers zu den Irrfahrten des Odysseus überhaupt auf reale Ort beziehen, und sich bereits Eratosthenes im 3. Jahrhundert v. Chr. über die meisten Lokalisierungen lustig machte, wurde bereits in der Antike versucht, die Stationen des Odysseus mit realen Orten zu verbinden, so auch Scheria. Schon ab dem späten 5. Jahrhundert v. Chr. identifizierten es einige antike Autoren mit Korfu, dem antiken Kerkyra. So schrieb Thukydides, dass Korfu einst von den Phaiaken bewohnt gewesen sei. Oft wurde behauptet, der frühere Name Kerkyras sei Scheria gewesen. Auch das moderne Korfu benutzt die mutmaßliche mythische Vergangenheit der Insel als Scheria für seine Symbole. Gegen eine frühe Benennung Korfus als Scheria spricht jedoch ein mykenisches Linear-B-Tontäfelchen aus Pylos, auf dem von einem Mann aus Korkyra die Rede ist. Strabon lokalisierte Scheria aufgrund der Angabe Homers, es sei sehr weit entfernt, wie auch Ogygia im Atlantik.  Moderne Hypothesen vermuten Scheria an vielen verschiedenen Orten, z. B. auf Korfu (Heinrich Schliemann, Wilhelm Dörpfeld, Ernle Bradford), Andalusien (im Zusammenhang mit Tartessos: Richard Hennig, Adolf Schulten), Sardinien (Massimo Pittau), Kalabrien (Armin Wolf), Apulien und Tunesien. Zuweilen wird das Land der Phaiaken auch mit Atlantis in Verbindung gebracht.